# Feng Renliang
Feng Renliang (förenklad kinesiska: 冯仁亮; traditionell kinesiska: 馮仁亮; pinyin: Féng Rénliàng; född den 12 maj 1988 i Tianjin) är en kinesisk professionell fotbollsspelare. För tillfället spelar han i den kinesiska klubben Guizhou Renhe, utlånad från Guangzhou Evergrande i Chinese Super League.

## Klubbkarriär
Feng Renliang påbörjade sin karriär i Tianjin Locomotive där han ansågs vara en mycket lovande talang. Han scoutades av många olika kinesiska klubbar innan han till slut gick över till Shanghai Shenhua tillsammans med klubbkamraten Song Boxuan. Feng gjorde sin debut för laget den 23 mars 2010 i en bortamatch mot Changsha Ginde FC som slutade i en förlust för Feng med 2–0. Trots förlusten så skulle Feng få chansen att etablera sig i startelvan och gjorde några veckor senare, den 10 april 2010 skulle han få göra sitt debutmål för laget mot Hangzhou Greentown, detta i en ligamatch som Shanghai vann med 2–1. Den 20 november 2012 meddelades det att Feng hade köpts av Guangzhou Evergrande Han debuterade för laget den 8 mars 2013 i en 5-1-vinst mot Shanghai Shenxin. Sitt första mål för klubben kom ett år senare, den 8 mars 2014 mot Henan Jianye. 
Den 16 juni 2014 gick Feng på lån till Changchun Yatai för resten av säsongen. Debut för den nya klubben skedde den 20 juli 2014 i en 3-2-förlust mot Hangzhou Greentown.

## Landslagskarriär
Efter en imponerade inledning av säsongen 2010 skulle Feng få göra sin debut för det Kinesiska landslaget, detta i en träningsmatch mot Bahrain den 11 augusti 2010, matchen slutade oavgjort, 1–1. Efter ett flertal träningsmatcher med landslaget kallades Feng till den preliminära truppen till asiatiska mästerskapet 2011, han var dock inte garanterad en plats och väntades istället att kallas till U-23-truppen som skulle påbörja kvalspelet till OS 2012, det framkom dock senare att Feng hade ljugit om sin ålder och var för gammal för att spela i U-23-laget. Den 24 december 2010 straffade det Kinesiska fotbollsförbundet Locomotive och Shanghai Shenhua för deras vetskap om detta och straffade Feng genom att inte låta honom spela de tre kommande matcherna för landslaget, detta betydde att han inte kunde deltaga i asiatiska mästerskapet.  Den 8 juni 2012 gjorde Feng sitt debutmål för Kina mot Vietnam. 

### Landslagsmål
Matcher och resultat. Kinas mål visas först.
| Nr | Datum       | Arena | Motstånd | Mål | Resultat | Typ av match  |
| -- | ----------- | ----- | -------- | --- | -------- | ------------- |
| 1  | 8 juni 2012 | Wuhan | Vietnam  | 2-0 | 3-0      | träningsmatch |

## Meriter

### Klubblag
Med Guangzhou Evergrande
Chinese Super League: 2013
AFC Champions League: 2013